# 요구사항 관리
요구사항 관리(requirements management)는 요구사항에 대해 문서화, 분석, 추적, 우선순위 지정 및 동의한 다음에 변경 사항을 제어하고 관련 이해관계자와 소통하는 프로세스이다. 이는 프로젝트 전반에 걸쳐 지속적인 프로세스이다. 요구사항은 프로젝트 결과(제품 또는 서비스)가 준수해야 하는 기능이다.

## 개요
요구사항 관리의 목적은 조직이 고객과 내부 또는 외부 이해관계자의 요구와 기대를 문서화하고, 확인하고, 충족하는지 확인하는 것이다. 요구사항 관리는 조직의 목표와 제약사항을 분석하고 도출하는 것으로 시작된다. 요구사항 관리에는 요구사항 계획 지원, 요구사항 통합, 요구사항과 작업하기 위한 조직(요구사항 속성), 요구사항에 따라 제공되는 기타 정보와의 관계 및 이에 대한 변경이 포함된다.
이렇게 확립된 추적성은 규정 준수, 완전성, 적용 범위 및 일관성 측면에서 회사 및 이해관계자의 이익 이행을 다시 보고하기 위해 요구 사항을 관리하는 데 사용된다. 또한 추적성은 요구 사항 또는 기타 관련 요소(예: 기능적 아키텍처와의 관계를 통한 기능적 영향)를 통한 변경의 영향을 이해하고 이러한 변경 사항의 도입을 촉진하는 요구 사항 관리의 일부로 변경 관리를 지원한다.
요구사항 관리에는 프로젝트 팀 구성원과 이해관계자 간의 의사소통과 프로젝트 과정 전반에 걸쳐 요구사항 변경 사항에 대한 조정이 포함된다. 한 요구 사항 클래스가 다른 요구 사항보다 우선하지 않도록 하려면 개발 팀 구성원 간의 지속적인 커뮤니케이션이 중요하다. 예를 들어, 내부 애플리케이션을 위한 소프트웨어 개발에서 비즈니스는 사용자 요구 사항을 무시할 수 있는 강력한 요구 사항을 가지고 있거나 유스 케이스 생성 시 사용자 요구 사항이 처리되고 있다고 믿을 수 있다.

## 같이 보기
- 안드로이드
- 요구사항
- 요구공학
- 요구사항 분석
- 제품 요구 문서
- 소프트웨어 품질